# Великий театр (Варшава)
Великий театр (пол. Teatr Wielki — Opera Narodowa) — театр у Варшаві, що розміщений на Театральній площі Варшави. Збудований у 1825—1833 за проектом Антоніо Корацці й урочисто відкритий 24 лютого 1833 оперою «Севільський цирульник» Россіні.
Повністю знищений німцями у період Другої світової війни, відбудований в 1965.
Має дві зали — велику на 1 841 місце і малу на 200 місць. У залах театру ставлять опери, балети, відбуваються концерти й урочистості.

## Персоналії
- Мишуга Олександр Пилипович
- Дилінський Ілярій-Іван
- Мюнхгаймер Адам